# 伪考古学
伪考古学（英語：pseudoarchaeology），又称另类考古学、边缘考古学、梦幻考古学、邪教考古学和诡异考古学，指的是不遵從傳統考古学嚴謹的数据收集和分析方法而進行的考古研究。伪考古学是一种伪科学，往往利用文物和遗址提出一些實際上根本不成立的理论。具體手段有夸大证据、捏造证据以及邏輯謬誤。

## 脚注
1. ↑  Holtorf 2005. p. 544.
2. ↑  Fagan and Feder 2006. p. 720.
3. ↑  Williams 1987.